# Meltemi

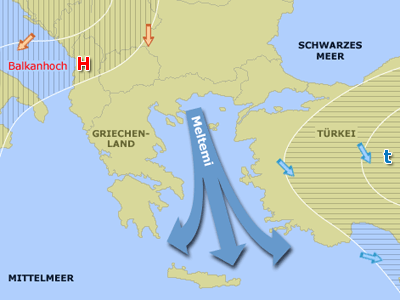
Abb. 1: Entstehung des Meltemi

Der Meltemi (griechisch μελτέμι meltémi) ist der vorherrschende Wind der Sommermonate in der Ägäis. Er weht von April bis Oktober als trockener Nordwest-, Nord- und Nordostwind vom griechischen Festland in Richtung Kreta im östlichen Mittelmeer. Der Meltemi wird als angenehm kühl empfunden und bringt stets heiteres Wetter und gute, klare Sicht mit sich.

## Name
Das Wort Meltemi ist türkischen Ursprungs: meltem für „Brise, sanfter Wind“. Die Griechen nannten den Wind früher ἐτησίαι, etēsíai „die jährlichen Winde“ (deutsch Etesien; ἐτήσιος, etḗsios, „jährlich“; ἔτος, étos, „Jahr“). In der lateinischen Fassung der Apostelgeschichte des Lukas wird er euroaquilo genannt; hieraus leiten sich auch die falschen antiken griechischen Bezeichnungen εὐροκλύδων, euroklydōn, und εὐρακύλων, eurakylōn, ab.
Im Neugriechischen verwendet man heute für den Wind die aus dem Türkischen stammende Bezeichnung, griechisch meltemi vom türkischen meltem, das heute „leichter sommerlicher Landwind“ bedeutet. Hingegen stammt das heute im Türkischen für diesen speziellen Wind benutzte Wort etezyen, vermittelt über das Französische, ursprünglich aus dem Altgriechischen.

## Entstehung
In jedem Jahr setzen Ende Mai, Anfang Juni leichte Nordwinde ein, die sogenannten Prodromi. Eine Woche später kommt dann der Sommerwind, der die Hitze der Sonnenglut mildert.

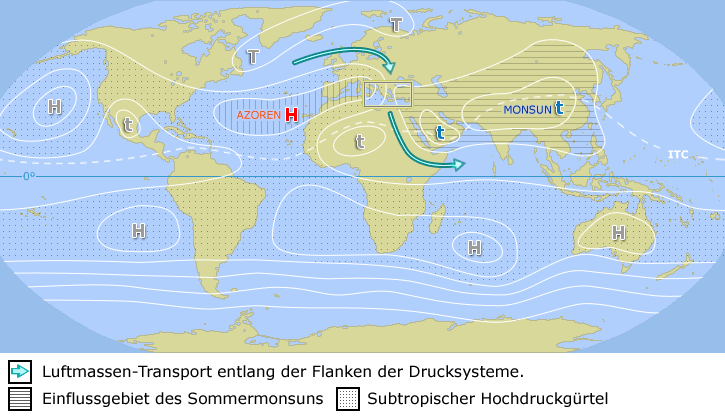
Abb. 2: Entstehung des Meltemi, synoptische Ansicht

Der Meltemi ist ein regionales Windsystem und gehört zu den synoptischen Winden, deren Entstehung auf dem komplexen Zusammenwirken globaler Windsysteme beruht (Abb. 2).
Zu Beginn des Sommerhalbjahres liegen bereits großflächig Druckunterschiede zwischen dem Azoren-Hochdruckgebiet (H)* einerseits und dem Tiefdruckgebiet des Sommermonsun (t)* über Südwestasien andererseits vor. Die Lage beider Drucksysteme kann als quasistationär angesehen werden und ist mitursächlich für das jährlich wiederkehrende Strömungsverhalten.
Da an der Ostflanke eines Hochs und an der Westflanke eines Tiefs kalte Luft äquatorwärts fließt, bildet sich auf der nördlichen Hemisphäre eine Strömung aus nordwestlicher Richtung. Werner Rauh hat diesen Luftmassentransport als Etisial-Strömung, Hermann Flohn als sommerliche Nordströmung bezeichnet.
Diese Strömung, und somit auch der Meltemi, ist ein Teil des Nordostpassats, der zur intertropischen Konvergenzzone (ITC) weht, wenn sich im Nordsommer der subtropische Hochdruckgürtel zwischen 35° und 45° Nord verlagert.

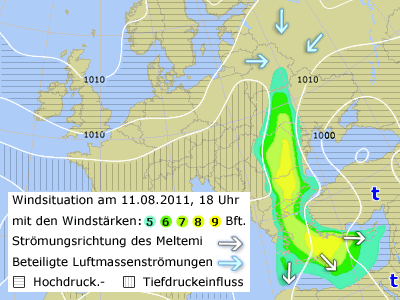
Abb. 3: Windstärken über dem Balkan, Griechenland und der Ägäis.

Als ein Beispiel für ein durchgehendes Druckgefälle über dem Mittelmeerraum vom Azorenhoch zum Monsuntief kann die Wetterlage am 11. August 2011 herangezogen werden (Abb. 3). Der Meltemi wehte mit starken Böen von bis zu 8 Beaufort und für Zentral- und Nordgriechenland wurden Extremwetterwarnungen herausgegeben.
Über der anatolischen Hochebene (Kleinasien) und der arabischen Halbinsel bilden sich mit jahreszeitlich bedingt zunehmend starker Sonneneinstrahlung Hitzetiefs (t), die den Tiefdruckeinfluss und somit den Druckunterschied weiter verstärken. Unterstützend, beschleunigend und im Besonderen für die Stärke des Meltemi ausschlaggebend ist dabei das Hitzetief (t) über der Zentraltürkei.
Ein weiterer wichtiger Faktor in den Beziehungen zwischen der atmosphärischen Zirkulation und der Entstehung des Meltemi ist das Vorliegen eines antizyklonalen Zentrums (H) über Italien, Mitteleuropa oder der Balkanhalbinsel. Wenn das Azorenhoch im Sommer mit einem Keil in diese Region vorstößt, bewirkt es genau diesen Hochdruckeinfluss zum Beispiel über dem Balkan und Ungarn mit dem sogenannten Balkanhoch.
Die exakte Lage des Hochs ist jedoch nebenrangig; in jedem Fall kann über der Ägäis eine Meltemi-Wetterlage entstehen und relativ kühle Kontinentalluft strömt in Folge aus der Region des südlichen Russlands, der Ukraine und des Kaspischen Meers. Diese Luftmassen strömen dann in das über dem Persischen Golf liegende Hitzetief (t) und weiter in Richtung ITC (Abb. 2).
Neben den meteorologischen Größen wird der Meltemi von den besonderen topografischen Merkmalen des Geländes beeinflusst. Hohe Berge auf dem griechischen Festland, dem südlichen Balkan und der Türkei bewirken einen Kanalisierungseffekt und beim Überqueren ein Austrocknen der Luft, was Griechenland den bekannt strahlend blauen und wolkenlosen Himmel beschert.
Weitere Kanalisierungseffekte treten zwischen der großen Zahl von Inseln unterschiedlicher Größe in der Ägäis und dem Festland auf. Darüber hinaus können Berge, die rechtwinklig zur Meltemi-Strömung liegen (zum Beispiel die Berge von Kreta) die Windströmung auf ihrer windzugewandten Seite deutlich verlangsamen.

## Vorkommen
Der Meltemi weht im nördlichen und mittleren Teil der Ägäis aus Norden und fächert dann wie eine gigantische Bö aus. Im Osten (Dodekanes – Rhodos) weht er aus Nordwest, um dann im östlichen Mittelmeer auszulaufen. Nahe dem Peloponnes ist der Meltemi etwas zahmer und weht aus Nordost. In den großen Buchten der türkischen Westküste (Gökova-Golf, Güllük-Golf) dreht er auf West. Der Meltemi bringt durchschnittlich 4–5 Bft., kann aber auch tagelang mit acht und mehr Windstärken wehen. Insbesondere der südlichste Teil der Insel Karpathos ist eines der sichersten Meltemireviere für Windsurfer. Der Meltemi bläst hier im Sommer wochenlang ohne Pause Tag wie Nacht mit Windstärken zwischen 5 und 7 Bft. und kann sogar an manchen Tagen bis auf 9 Bft. aufdrehen.
Sein Maximum erreicht der Meltemi in den Monaten Juli/August. Die Wahrscheinlichkeit ist von Juni bis September 70 %. Üblicherweise setzt er am Vormittag ein und weht bis zum Sonnenuntergang. Es kann aber auch sein, dass er tagsüber mit 6–8 Bft. bläst und auch die ganze Nacht durch steht.
Für Segler ist in der Ägäis Vorsicht geboten bei Meerengen, durch die sich der Meltemi zwängen muss, wie zwischen Tinos und Andros. Er kann dort 1 bis 2 Windstärken stärker wehen, mit entsprechend kräftiger Strömung. Aufkreuzen ist dann anstrengend. Das Gleiche gilt für Kaps. Bergrücken rechtwinklig zur Strömung erzeugen im Lee schwachen Wind, weiter draußen aber Sturm. Beim Ankern im Lee der Inseln können starke Fallwinde auftreten.

### Anzeichen
Die Meinungen, ob man den Wind voraussagen kann, gehen auseinander. Es gibt jedoch Anzeichen für einen verstärkten Meltemi:
- Steigender Luftdruck auf dem Balkan
- Trockene Luft, tiefblauer Himmel
- Kleine Wolkenknäuel an den Bergspitzen des Festlandes
- Felder hoher Schäfchenwolken kommen aus Südwest bis West